# Nadezhdiella spadix
Nadezhdiella spadix là một loài bọ cánh cứng trong họ Cerambycidae.